# Люксембургский конституционный референдум (2015)

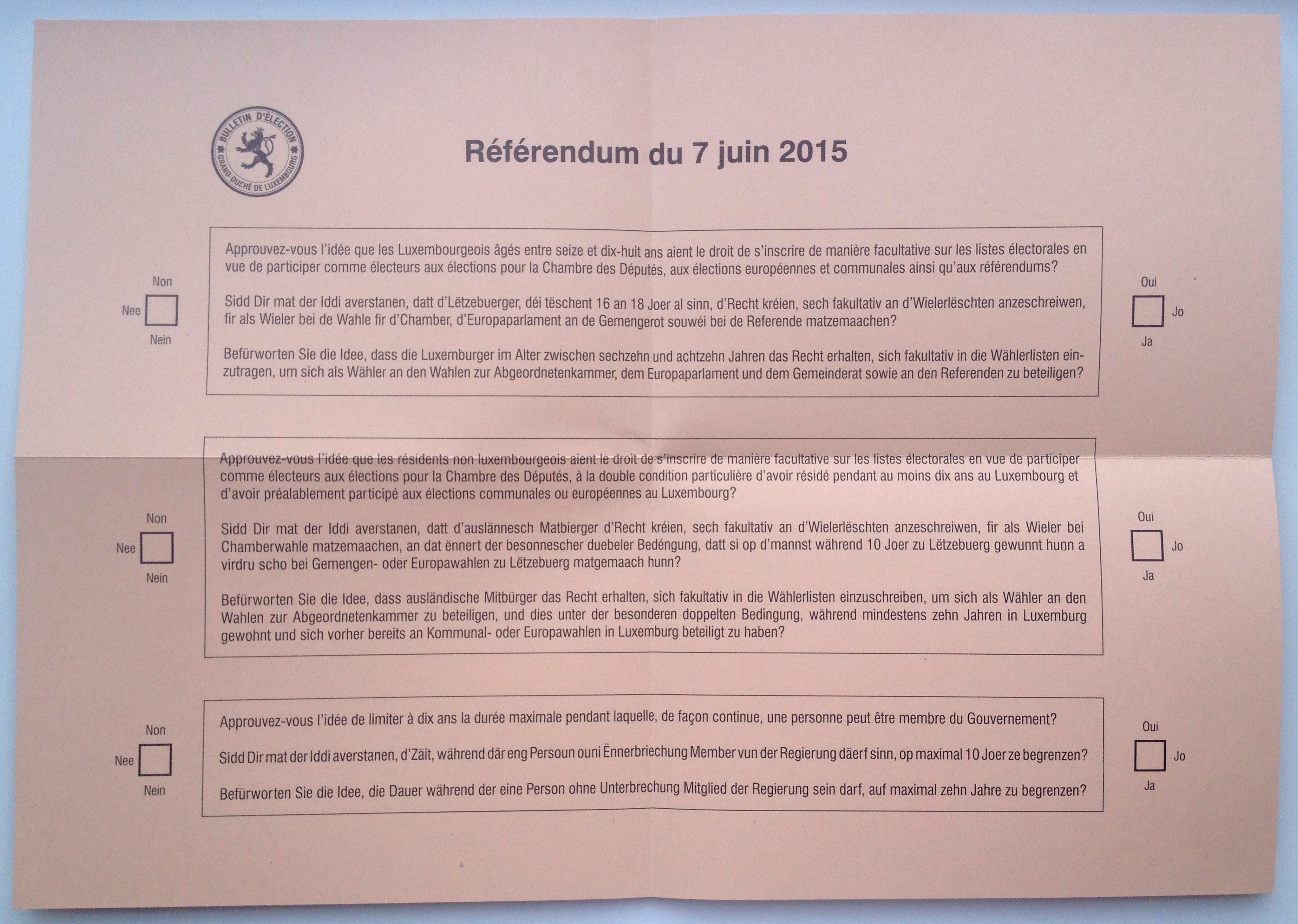
Избирательный бюллетень.

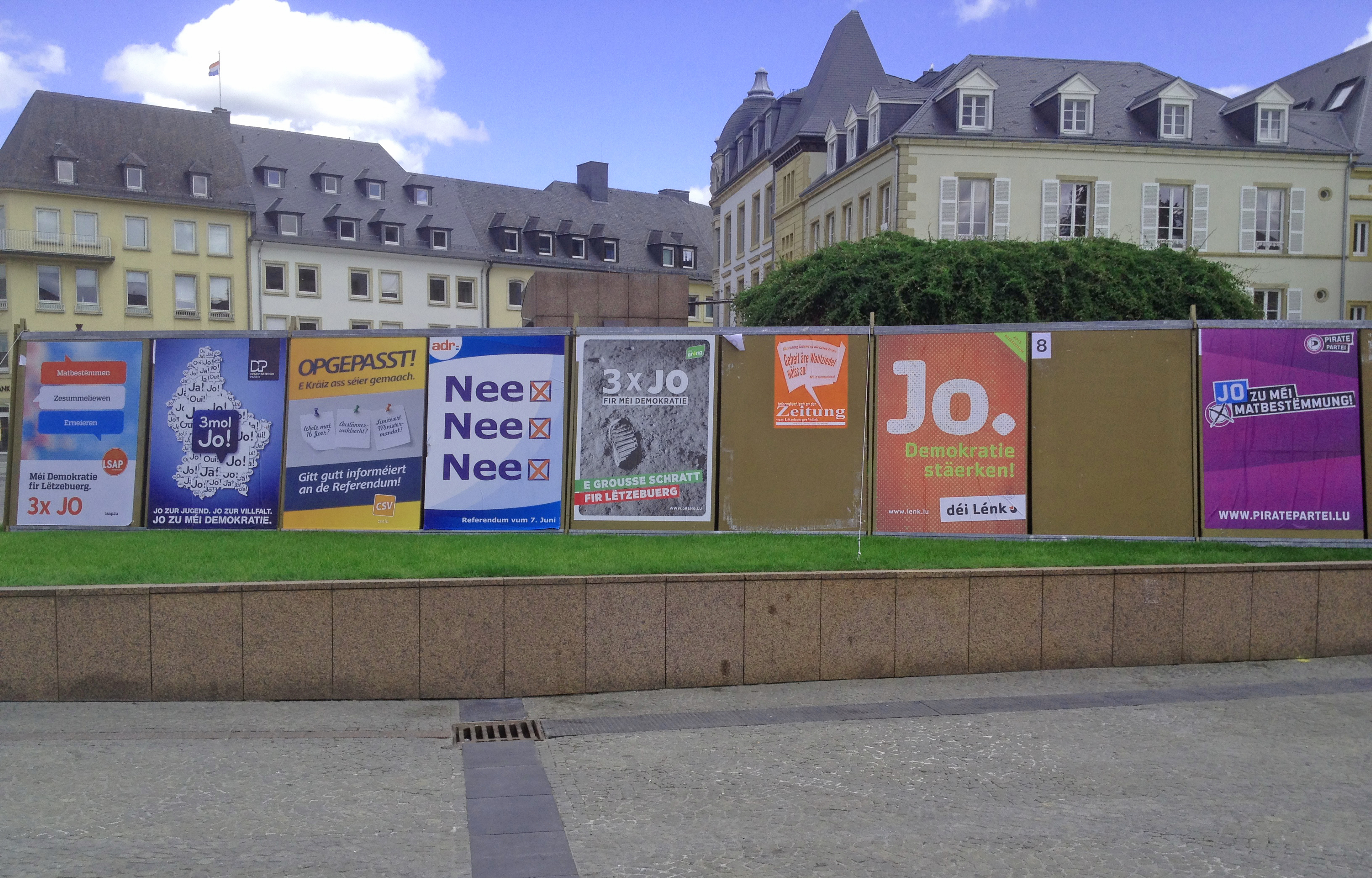
Предвыбораная кампания.

Конституционный референдум в Люксембурге прошёл 7 июня 2015 года, на нём решались три поправки к Конституции страны относительно снижения избирательного возраста, предоставления избирательного права иностранным гражданам и ограничения срока работы в правительстве. Хотя результаты голосования носили рекомендательный характер, правительство обещало их исполнить. 
Все три предложения были отвергнуты. Явка составила 87%.

## Вопросы
Избиратели должны были ответить на три вопроса:
1. Снижение минимального возраста избирательного права до 16 лет:
«Вы одобряете идею, что народ Люксембурга от 16 до 18 лет должен иметь право добровольно регистрироваться в избирательских списках, чтобы участвовать в качестве избирателей при выборах в Палату депутатов, европейских выборах, муниципальных выборах и референдумах?»
2. Избирательное право иностранцев:
«Вы одобряете идею, что жители без люксембургского гражданства должны иметь право добровольно регистрироваться в избирательских списках, чтобы участвовать в качестве избирателей при выборах в Палату депутатов, при двух условиях, что они проживают в Люксембурге по крайней мере десять лет и ранее участвовали в европейских или муниципальных выборах в Люксембурге?»
3. Введение ограничения срока:
«Вы одобряете идею об ограничении в десять лет максимального периода, когда кто-либо может непрерывно быть частью правительства (кабинета)?»

Ещё один вопрос, который должен был быть вынесен на референдум, отменили после соглашения между правительством и религиозными представителями в январе 2015 года:
- «Вы одобряете идею, что государство не должно более иметь обязательства по зарплатам и пенсиям священников признанных религий?»

## Избирательная кампания
Ответить «Да» на все три вопроса призывала правительственная коалиция Беттель-Шнейдера в составе Демократической партии, Социалистической рабочей партии и Партии зелёных. В поддержку всех трёх предложений выступили также «Левые» и Пиратская партия. Реформистская партия демократической альтернативы выступала против всех трёх предложений. Крупнейшая политическая партия ХСНП, хотя и выступала против конституционных изменений, однако подчёркивала, что избиратели должны быть хорошо информированы перед голосованием.

## Результаты

Распределение голосов «Против» по вопросу избирательных прав для неграждан.

| Вопрос                                 | За      | За    | Против  | Против | Недействительные бюллетени | Всего   | Зарегистрированных избирателей | Явка  |
| Вопрос                                 | Голосов | %     | Голосов | %      | Недействительные бюллетени | Всего   | Зарегистрированных избирателей | Явка  |
| -------------------------------------- | ------- | ----- | ------- | ------ | -------------------------- | ------- | ------------------------------ | ----- |
| Снижение избирательного возраста до 16 | 40 183  | 19,13 | 169 818 | 80,87  | 4 834                      | 214 835 | 246 974                        | 86,99 |
| Избирательное право иностранцев        | 46 031  | 21,98 | 163 362 | 78,02  | 5 442                      | 214 835 | 246 974                        | 86,99 |
| Ограничение срока                      | 62 835  | 30,07 | 146 096 | 69,93  | 5 904                      | 214 835 | 246 974                        | 86,99 |
| Источник: Правительство Люксембурга    |         |       |         |        |                            |         |                                |       |